# あいつ (ハンブル・パイの曲)
「あいつ」（原題：Natural Born Bugie）は、イギリスのロック・バンド、ハンブル・パイが1969年にデビュー・シングルとして発表した楽曲。作詞・作曲は、メンバーのスティーヴ・マリオットによる。

## 解説
アルバム『アズ・セイフ・アズ・イエスタデイ・イズ』（1969年）が完成した後に作られた曲で、同アルバムのUKオリジナル盤には収録されず、ジェリー・シャーリーは後に「俺達がもっと利口だったら、この曲をアルバムに入れていただろうな」と語っている。ただし、『アズ・セイフ・アズ・イエスタデイ・イズ』のアメリカ盤LP (IMOCS 101)には「Natural Born Woman」というタイトルで収録された。
本作は、ハンブル・パイのライヴでは殆ど演奏されなかったが、マリオットが後に結成したパケット・オブ・スリーのライヴで演奏されており、2017年発売の4枚組CD『Watch Your Step - Final Performances '91』（1991年1月に行われた4公演を収録）には4ヴァージョンが収録された。
ハンブル・パイのシングルとしては唯一全英シングルチャート入りを果たし、10週トップ100入りして最高4位を記録した。また、オランダのシングル・チャートでは7週トップ30入りし、うち2週にわたり6位を記録した。